# Frans-Oceanië

In het roze de Franstalige gebieden in Oceanië.

Frans-Oceanië is een benaming die verwijst naar de gebieden in Oceanië die onderdeel zijn of waren van Frankrijk.
Huidige Franse gebieden in Oceanië:
- Frans-Polynesië
- Nieuw-Caledonië
- Wallis en Futuna

Al deze landen delen een gemeenschappelijke munt, de CFP-frank.
Voormalige Franse gebieden in Oceanië:
- Nieuwe Hebriden (tegenwoordig bekend als Vanuatu)